# Johannes Tinctoris
Johannes Tinctoris (c. 1435-1511) va ser un compositor brabançó i un teòric de la música del Renaixement. Els seus escrits van influir compositors i altres teòrics de la música renaixentistes. Com molts dels intel·lectuals de l'època, Tinctoris s'interessà per tots els àmbits del coneixement i va ser clergue, poeta, matemàtic i home de lleis; alguna font documental el descriu fins i tot com un pintor consumat. El seu nom és la llatinització del francès Jehan Le Teintenier o el neerlandès Jean de Vaerwere.

## Biografia

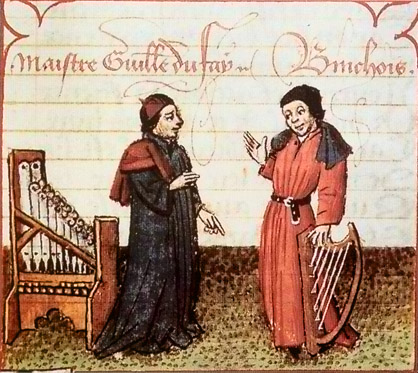
Guillaume Dufay i Gilles Binchois

Va néixer vers 1435 al ducat de Brabant a la petita ciutat de Braine-l'Alleud. De la seva vida el que se sap de ben cert és que va estudiar a Orleans, on va ser mestre de cor; també hauria estat mestre del cor de nens a Chartres. Com que el 1460 va ser contractat durant quatre mesos a la catedral de Cambrai, és possible que igual que el seu gran amic Johannes de Stokem, va estudiar amb Guillaume Dufay i que va viure els darrers anys de la seva vida en aquesta ciutat. Tot i que aquesta afirmació pot ser difícilment verificada, és molt probable que Tinctoris conegués el representant més antic de l'escola borgonyona.
Tinctoris va passar una gran part de la seva vida a Itàlia. Va marxar cap a Nàpols el 1472, on va ser cantor i capellà del rei Ferran I. Després d'una estada de dos anys a Lieja, s'instal·là novament a Nàpols, fins a l'any 1487, que fou enviat per Ferran a la cort de Borgonya i a la de Carles VIII de França per contractar cantors per a la cort napolitana.

## Obra
Tinctoris va escriure nombroses obres sobre música. Tot i que els seus escrits no destaquen per la seva originalitat, ja que s'inspira en teòrics anteriors com Boeci, Isidor de Sevilla i d'altres, recull informació molt detallada de les tècniques i dels procediments utilitzats pels compositors de l'època. És seva la frase que atribueix la paternitat de la guitarra a Catalunya, concretament va dir: «És evident que també procedeix de la lira aquest instrument inventat pels catalans que uns anomenen guitarra i altres, guiterna».
Va escriure el primer diccionari dels termes musicals, el Terminorum musicae deffinitorium, una obra sobre les característiques de modes de música, un tractat sobre les proporcions i un llibre consagrat al contrapunt, obra particularment útil en aquest període de canvis de l'estil de Dufay al de Josquin Desprez, quan es desenvoluparen els contrapunts interns i noves harmonies.

### Llista d'obres
- Terminorum musicae deffinitorium o Diffinitorum musices. La primera enciclopèdia musical impresa.[5]
- Exposito manus and Proportionale musices. Una exposició sobre la notació rítmica i sobre l'altura.
- Líber de natura i proprietate tonorum. Una presentació detallada del sistema modal.
- Liber de art contrapuncti. La seva gran obra amb relació als intervals, la consonància i la dissonància.[6]
- De inventione et usu musicae.[7] Va consagrar un ampli estudi a l'origen i a l'evolució de la música, les seves arrels i ramificacions teològiques i metafísiques, i detalls sobre la pràctica instrumental i vocal de l'època.[8][9]